# Ohios generalförsamling
Ohios generalförsamling (engelska: Ohio General Assembly) är den lagstiftande församlingen i den amerikanska delstaten Ohio. 
Generalförsamlingen är en tvåkammarförsamling som består av Ohios senat och Ohios representanthus.

## Senaten
Ohios senat (engelska: Ohio Senate) består av 33 senatorer som i majoritetsval representerar varsitt valdistrikt i mandatperiod på 4 år. Högst två valda mandatperioder i följd är tillåtna, dock tillåts fler mandatperioder ifall dessa är separerade av en mandatperiod utanför senaten.

## Representanthuset
Ohios representanthus (engelska: Ohio House of Representatives) har 99 ledamöter valda från 99 distrikt i majoritetsval för 2-åriga mandatperioder. En ledamot i representanthuset för tjänstgöra i högst 4 mandatperioder i följd, fler tillåts dock i fall en mandatperiod är utanför representanthuset.

## Bildgalleri

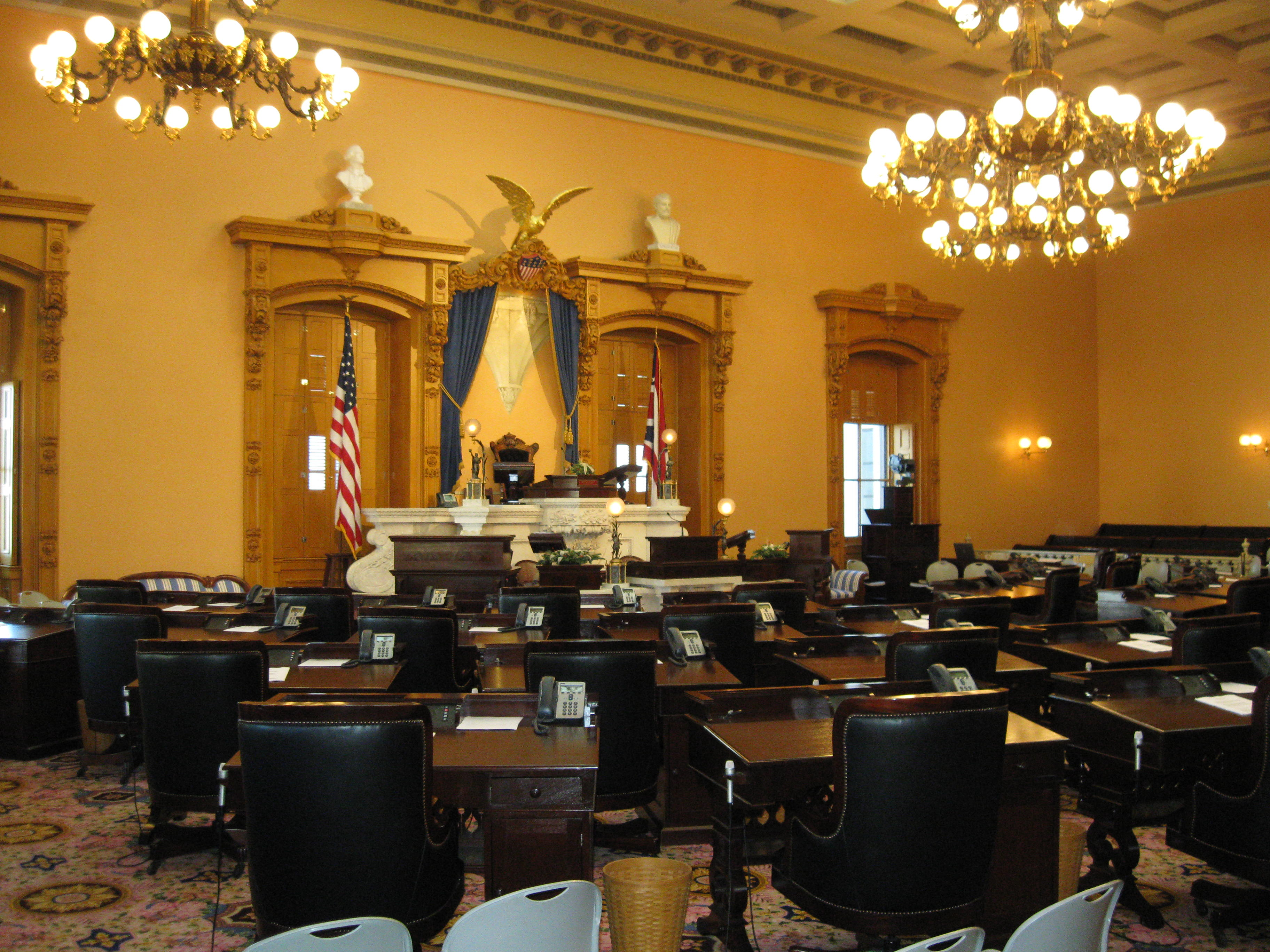
Senatens kammare
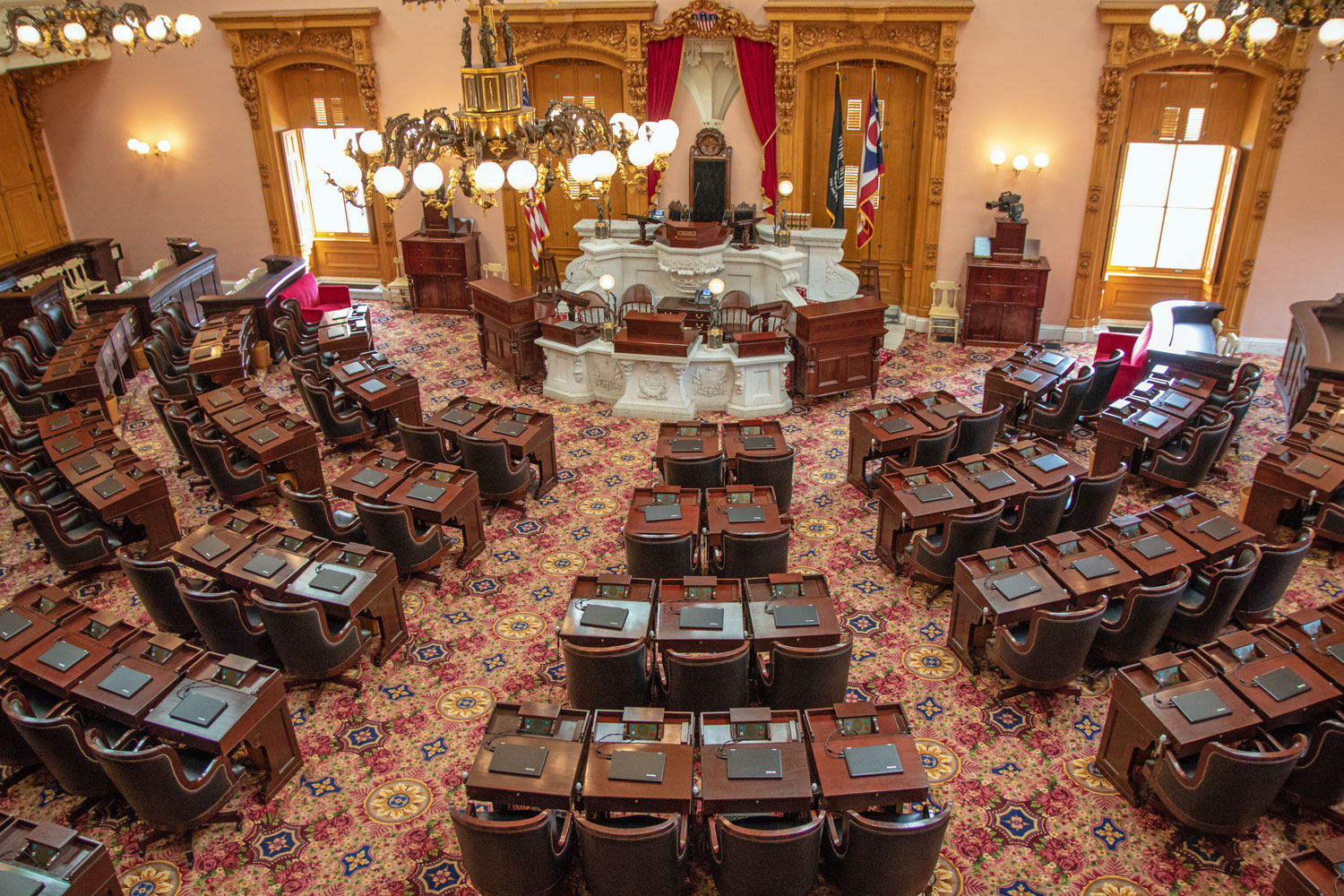
Representanthusets kammare